# Okres Glodeni
Glodeni je okres v severním Moldavsku. Žije zde okolo 60 tisíc obyvatel a jeho sídlem je město Glodeni. Na západě sousedí s Rumunskem, na severu s okresem Râșcani a na jihu s okresem Fălești.